# Masayuki Okano
Masayuki Okano (født 25. juli 1972) er en japansk fodboldspiller.

## Japans fodboldlandshold
| Japans landshold | Japans landshold | Japans landshold |
| År               | Kmp              | Mål              |
| ---------------- | ---------------- | ---------------- |
| 1995             | 3                | 0                |
| 1996             | 11               | 1                |
| 1997             | 5                | 1                |
| 1998             | 5                | 0                |
| 1999             | 1                | 0                |
| Total            | 25               | 2                |